# La gata
La gata är en mexikansk telenovela producerad av Nathalie Lartilleux för Televisa. Det sändes på Las Estrellas från 5 maj till 19 oktober 2014.

## Rollista (i urval)
- Maite Perroni - Esmeralda / La Gata
- Daniel Arenas - Pablo Martínez Negrete
- Laura Zapata - Lorenza de Martínez Negrete
- Erika Buenfil - Blanca Rafaela de la Santa Cruz
- Manuel Ojeda - Fernando de la Santa Cruz